# Bešeňová
Bešeňová (Hongaars: Besenyőfalu) is een Slowaakse gemeente in de regio Žilina, en maakt deel uit van het district Ružomberok.
Bešeňová telt 406 inwoners.